# Закрапивенье
Закрапивенье — деревня в Гдовском районе Псковской области России. Входит в состав Полновской волости Гдовского района.
Расположена в 11 км к востоку от волостного центра села Ямм, на берегу реки Крапивенка (правом притоке Желчи), и в 2 км к востоку от деревни Полна.

## Население
Численность населения деревни на 2000 год составляла 9 человек, на 2002 год — 6 человек.